# Брен-ле-Конт
Брен-ле-Ко́нт (фр. Braine-le-Comte, нидерл. 's-Gravenbrakel) — коммуна в Валлонии, расположенная в провинции Эно, округ Суаньи. Принадлежит Французскому языковому сообществу Бельгии. На площади 84,68 км² проживают 20 305 человек (плотность населения — 240 чел./км²), из которых 48,93 % — мужчины и 51,07 % — женщины. Средний годовой доход на душу населения в 2003 году составлял 12 593 евро.
Почтовый код: 7090. Телефонный код: 067.